# Ian Scott (ciclista)
Cyril Stewart Ian Scott (9 gennaio 1915 – 15 maggio 1980) è stato un ciclista su strada britannico.

## Palmarès

### Olimpiadi
- 1 medaglia:
  - 1 argento (Londra 1948 nella corsa a squadre)